# ゲルハルト・クレープス
ゲルハルト・クレープス（Gerhard Krebs、1943年9月9日 ワルシャワ - ）は、ドイツの歴史学者、ベルリン自由大学教授（日本研究）。専門は日独関係史、近代日本政治史。

## 略歴
ハンブルク大学およびフライブルク大学で学び、ドイツ史を専攻。1971年から1974年までドイツ学術交流会奨学生として、ボン大学および東京日本語学校（長沼スクール）で日本語、日本学を履修。
上智大学国際関係研究所への留学（文部省奨学生、1976-1979年）を経て、1981年から1986年まで早稲田大学で講師を務める。1982年フライブルク大学より博士号 (Dr. Phil.) の学位を取得。
フライブルク大学（1987 - 1990年）、ドイツ・日本研究所（ドイツ政府の資金による研究機関、上智大学内にある、DIJ, 1990 - 1995年）、ポツダム軍事史研究所（1996 - 1999年）などでリサーチ・フェローを勤めたのち、ベルリン自由大学およびトリーア大学の教授資格を取得。2000年よりベルリン自由大学で教鞭をとり、2005年より現職。

## 著書

### 単著
- Die japanische Deutschlandpolitik, 1936-1941: Eine Studie zur Vorgeschichte des Pazifischen Krieges. (2 bänden), (OAG, 1982).
- Tendenzen der japanischen Zeitgeschichtsschreibung, (OAG, 1983).
- Japan und Spanien 1936-1945, (OAG, 1988).
- Tenno-Beleidigungen während des "Dritten Reiches", (OAG, 1992).
- Japan und Südostasien: von der Besatzungszeit zur Nachkriegsordnung, (OAG, 1995).
- Das moderne Japan 1868-1952: Von der Meiji-Restauration bis zum Vertrag von San Francisco, (Oldenbourg, R, 2009).

### 編著
- Japan und Preußen, (Iudicium-Verl, 2002).

### 共編著
- Formierung und Fall der Achse Berlin-Tokyo, co-edited with Bernd Martin, (Iudicium-Verl, 1994).
- 1945 in Europe and Asia: Reconsidering the End of World War II and the Change of the World Order, co-edited with Christian Oberländer, (Iudicium, 1997).
- Das deutsche Reich in der Defensive: strategischer Luftkrieg in Europa, Krieg im Westen und in Ostasien 1943-1944/45, co-edited with Horst Boog and Detlef Vogel, (Deutsche Verlags-Anstalt, 2001).
  - Germany and the Second World War: The Strategic Air War in Europe and the War in the West and East Asia 1943-1944/5, (Clarendon Press, 2006).

## 日本語文献掲載論文

### 雑誌論文
- 「日独間の協定と両国の対ユダヤ政策」『軍事史学』14巻1号（1978年）
- 「参謀本部の和平工作、1937～1938年――トラウトマン工作はどのように生まれ、どのように挫折していったか」『日本歴史』411号（1982年）
- 「日本版『ナチス』か？――駐日ドイツ大使館が観察した新体制運動」『日本歴史』431号（1984年）
- Georg Kaisers Drama "Der Soldat Tanaka": Das Werk und die Probleme seiner Auffuhrung『ヨーロッパ文学研究（早稲田大学）』32号（1984年）
- 「ドイツ・ポーランド危機（1938～1939年）に対する日本の調停」『軍事史学』25巻3・4号（1990年）
- 「ドイツの太平洋戦争参加に関する諸問題」『軍事史学』27巻2・3号（1991年）
- 「木戸幸一の内大臣就任問題と西園寺公望の態度」『日本歴史』528号（1992年）
- 「在華ドイツ軍事顧問団と日中戦争」『軍事史学』33巻2・3号（1997年）
- 「第二次世界大戦下の日本＝スペイン関係と諜報活動（1・2）」『成城法学』63号／64号（2000-01年）

### 単行本所収論文
- 「ドイツ側から見た日本の大東亜政策」三輪公忠編『日本の一九三〇年代――国の内と外から』（創流社、1980年）
- 「松岡洋右と大政翼賛会」三輪公忠・戸部良一編『日本の岐路と松岡外交 1940-1941』（南窓社、1993年）
- 「日独伊三国同盟」近藤新治編『近代日本戦争史 第4編　大東亜戦争』 （同台経済懇話会、1995年）
- 「日本とドイツ――同盟から戦後関係まで」後藤乾一編『現代日本の歴史環境――第二次大戦終結50年を顧みて』（早稲田大学社会科学研究所、1997年）
- 「三国同盟の内実――1937-45年の日本とドイツ」工藤章・田嶋信雄編『日独関係史 1890-1945 (2) 枢軸形成の多元的力学』（東京大学出版会、2008年）